# 송계서원
장성 송계서원(長城 松溪書院)은 여말선초의 문신이였던 유창을 모시고 제사지내는 서원이다.

## 개요
장성 송계서원(長城 松溪書院)은 1492년(성종 23)에 진원 현감을 지낸 낙헌(樂軒) 유세분(劉世玢)의 주도 하에 조선 개국공신이자 문학으로 이름이 높았던 문희공(文僖公) 유창(劉敞, 1352∼1421)을 배향하기 위해 세운 서원이다.
1492년(성종 23)에 강릉유씨 시조인 유창을 배향하기 위해 북일면 성덕리 사동마을에 사당으로 창건되었다.
1545년(인종 1)에 현재의 위치(전라남도 장성군 북이면 송산길 90)으로 이전하여 서원으로 재건하였다.
1592년(선조 25)에 임진왜란으로 소실되었지만, 1798년(정조 22)에 재건하였다.
1868년(고종 5)에 서원 철폐령으로 훼철되었다가 1924년에 다시 복원하였다.

## 배향 인물
- 문희공(文僖公) 유창(劉敞, 1352년 ~ 1421년)
- 문숙공(文肅公) 류사눌(柳思訥, 1375∼1440)
- 은재공(隱齋) 유한량(劉漢良)
- 술재공(述齋) 유덕문(劉德文)
- 천방공(天放) 유호인(劉好仁)

## 같이 보기
- 서원
- 유창
- 강릉유씨